# تروفيو ألفريدو بيندا كومون دي سيتيجليو 2013
تروفيو ألفريدو بيندا كومون دي سيتيجليو 2013 (بالإيطالية: Trofeo Alfredo Binda - Comune di Cittiglio 2013)‏ هو سباق دراجات هوائية من فئة  1.1، وهو الموسم الثامن والثلاثين من تروفيو ألفريدو بيندا كومون دي سيتيجليو، وأقيم في 24 مارس 2013 ضمن سباقات كأس العالم لسباق الدراجات على الطريق للسيدات 2013، وشارك فيه  160 متسابقاً ووصل إلى نهايته  66 متسابقاً.
فاز بالمركز الأول إليسا ونغو بورغيني، وبالمركز الثاني إيما جوهانسون، وبالمركز الثالث إيلين فان دايك.

## الفرق
| فرق سيدات محترفة (25)- تيم أرغوس-شيمانو 2013 ‏ - بيبينك ‏ - بيزكايا دورانجو 2013 ‏ - إس دي وركس ‏ - ACS Cycling Chirio–Casa Giani ‏ - Estado de México–Faren Kuota ‏ - Lensworld–Kuota ‏ - ساس ماكوجيب ‏ - هايتك بوردكتس-يو سي كيه 2013 ‏ - لوتو-بيليسول للسيدات 2013 ‏ - يو أي أيه تيم ‏ - Liv AlUla Jayco ‏ - أيه آر مونكس برو سيكلينج للسيدات ‏ - ليف ريسينغ ‏ - RusVelo Women's Team ‏ - S.C. Michela Fanini Rox ‏ - Sengers Ladies Cycling Team ‏ - Servetto–Makhymo–Beltrami TSA ‏ - كانيون–إس آر إيه إم ‏ - Squadra Scappatella ‏ - EF Education–Tibco–SVB ‏ - توب قيرلز فسى برتولو ‏ - Aromitalia–Basso Bikes–Vaiano ‏ - FDJ–Suez ‏ - Wiggle High5 Pro Cycling ‏ فرق وطنية (4)- فريق فرنسا لركوب الدراجات للسيدات 2013 ‏ - فريق هولندا لركوب الدراجات للسيدات 2013 ‏ - فريق بولندا لركوب الدراجات للسيدات 2013‏ - فريق سلوفينيا لركوب الدراجات للسيدات 2013‏ |  |
| |  |

## المشاركون
| ليف ريسينغ ‏ RBW | ليف ريسينغ ‏ RBW          | ليف ريسينغ ‏ RBW |
| --------------- | ------------------------ | --------------- |
| م               | عداء                     | مرتبة           |
| 1               | ماريان فوس (طريق)        | 6               |
| 2               | بولين فيرون-برفوت        | 37              |
| 3               | لوسيندا براند            | لم يكمل السباق  |
| 4               | روكسان كنيتيمان          | لم يكمل السباق  |
| 5               | ميغان غوارنير (طريق)     | 25              |
| 6               | أنيميك فان فليوتن (طريق) | 7               |

| كانيون–إس آر إيه إم ‏ SLU | كانيون–إس آر إيه إم ‏ SLU | كانيون–إس آر إيه إم ‏ SLU |
| ------------------------ | ------------------------ | ------------------------ |
| م                        | عداء                     | مرتبة                    |
| 7                        | Katie Colclough ‏         | لم يكمل السباق           |
| 9                        | ليزا برينور              | 12                       |
| 10                       | تريكسي ووراك             | 28                       |
| 11                       | Ellen van Dijk           | 3                        |
| 12                       | Carmen Small             | 10                       |

| Liv AlUla Jayco ‏ GEW | Liv AlUla Jayco ‏ GEW | Liv AlUla Jayco ‏ GEW |
| -------------------- | -------------------- | -------------------- |
| م                    | عداء                 | مرتبة                |
| 13                   | إيما جوهانسون (طريق) | 2                    |
| 14                   | Loes Gunnewijk ‏      | 11                   |
| 15                   | Shara Gillow         | 38                   |
| 16                   | أماندا سبرات         | 4                    |
| 17                   | تيفاني كرومويل       | 16                   |
| 18                   | غراسي إلفن (طريق)    | 63                   |

| تيم كوب هايتك بوردكتس ‏ HPU | تيم كوب هايتك بوردكتس ‏ HPU | تيم كوب هايتك بوردكتس ‏ HPU |
| -------------------------- | -------------------------- | -------------------------- |
| م                          | عداء                       | مرتبة                      |
| 19                         | إليسا ونغو بورغيني         | 1                          |
| 20                         | روسيلا راتو                | 8                          |
| 21                         | Cecilie Gotaas Johnsen ‏    | لم يكمل السباق             |
| 22                         | Rachel Neylan ‏             | لم يكمل السباق             |
| 23                         | إميليا فهلين               | لم يكمل السباق             |

| أيه آر مونكس برو سيكلينج للسيدات ‏ PZC | أيه آر مونكس برو سيكلينج للسيدات ‏ PZC | أيه آر مونكس برو سيكلينج للسيدات ‏ PZC |
| ------------------------------------- | ------------------------------------- | ------------------------------------- |
| م                                     | عداء                                  | مرتبة                                 |
| 25                                    | Giada Borgato ‏ (طريق)                 | لم يكمل السباق                        |
| 26                                    | Rossella Callovi ‏                     | 53                                    |
| 27                                    | Inga Češulienė ‏ (طريق)                | 20                                    |
| 28                                    | Silvija Pacevičienė ‏                  | لم يكمل السباق                        |
| 29                                    | Martina Růžičková ‏                    | 54                                    |
| 30                                    | Agnė Šilinytė ‏                        | 46                                    |

| إس دي وركس ‏ DLT | إس دي وركس ‏ DLT      | إس دي وركس ‏ DLT |
| --------------- | -------------------- | --------------- |
| م               | عداء                 | مرتبة           |
| 31              | Lizzie Armitstead    | لم يكمل السباق  |
| 32              | Martine Bras ‏        | لم يكمل السباق  |
| 33              | Adrie Visser ‏        | 18              |
| 34              | Marieke van Wanroij ‏ | لم يكمل السباق  |
| 35              | Emma Trott ‏          | لم يكمل السباق  |
| 36              | Jessie Daams ‏        | 22              |

| RusVelo Women's Team ‏ RVL | RusVelo Women's Team ‏ RVL | RusVelo Women's Team ‏ RVL |
| ------------------------- | ------------------------- | ------------------------- |
| م                         | عداء                      | مرتبة                     |
| 37                        | Elena Kuchinskaya ‏        | لم يكمل السباق            |
| 38                        | Alexandra Burtschenkowa   | 26                        |
| 39                        | Maria Savitskaya ‏         | لم يكمل السباق            |
| 40                        | Elena Bocharnikova‏        | لم يكمل السباق            |
| 41                        | Aizhan Zhaparova‏          | 66                        |
| 42                        | Oxana Kozonchuk ‏          | لم يكمل السباق            |

| يو أي أيه تيم ‏ MCG | يو أي أيه تيم ‏ MCG    | يو أي أيه تيم ‏ MCG |
| ------------------ | --------------------- | ------------------ |
| م                  | عداء                  | مرتبة              |
| 43                 | Tatiana Antoshina ‏    | 24                 |
| 44                 | Valentina Carretta ‏   | 60                 |
| 45                 | تاتيانا جوديرزو       | 27                 |
| 46                 | Sara Grifi ‏           | لم يكمل السباق     |
| 47                 | Valentina Scandolara ‏ | لم يكمل السباق     |
| 48                 | Marta Tagliaferro ‏    | لم يكمل السباق     |

| بيبينك ‏ BPK | بيبينك ‏ BPK       | بيبينك ‏ BPK    |
| ----------- | ----------------- | -------------- |
| م           | عداء              | مرتبة          |
| 49          | Noemi Cantele ‏    | 65             |
| 50          | Silvia Valsecchi ‏ | لم يكمل السباق |
| 51          | سيمونا فرايبسي    | 62             |
| 52          | ألينا أمياليوسيك  | 17             |
| 53          | جورجيا وليامز     | 31             |
| 54          | Dalia Muccioli ‏   | لم يكمل السباق |

| لوتو بيليسول للسيدات ‏ LBL | لوتو بيليسول للسيدات ‏ LBL | لوتو بيليسول للسيدات ‏ LBL |
| ------------------------- | ------------------------- | ------------------------- |
| م                         | عداء                      | مرتبة                     |
| 55                        | Marijn de Vries ‏          | 14                        |
| 56                        | Michal Ella‏               | لم يكمل السباق            |
| 58                        | آشلي مولمان (طريق)        | 23                        |
| 59                        | Carlee Taylor ‏            | لم يكمل السباق            |
| 60                        | Céline Van Severen ‏       | لم يكمل السباق            |

| فريق سنويب للسيدات ‏ ARW | فريق سنويب للسيدات ‏ ARW | فريق سنويب للسيدات ‏ ARW |
| ----------------------- | ----------------------- | ----------------------- |
| م                       | عداء                    | مرتبة                   |
| 61                      | شارلوت بيكر             | لم يكمل السباق          |
| 62                      | لوسي جارنر              | لم يكمل السباق          |
| 63                      | إيلكه غيبهارت           | لم يكمل السباق          |
| 64                      | Willeke Arkema-Knol ‏    | 55                      |

| Wiggle High5 Pro Cycling ‏ WHT | Wiggle High5 Pro Cycling ‏ WHT | Wiggle High5 Pro Cycling ‏ WHT |
| ----------------------------- | ----------------------------- | ----------------------------- |
| م                             | عداء                          | مرتبة                         |
| 67                            | جورجيا برونزيني               | لم يكمل السباق                |
| 68                            | Beatrice Bartelloni ‏          | لم يكمل السباق                |
| 69                            | إيملي كولينز                  | 43                            |
| 70                            | مايوكو هاغيوارا (طريق)        | 44                            |
| 71                            | لورين كيتشن                   | 13                            |
| 72                            | Anna-Bianca Schnitzmeier ‏     | 21                            |

| Sengers Ladies Cycling Team ‏ ___ | Sengers Ladies Cycling Team ‏ ___ | Sengers Ladies Cycling Team ‏ ___ |
| -------------------------------- | -------------------------------- | -------------------------------- |
| م                                | عداء                             | مرتبة                            |
| 73                               | أنا فان دير بريغين               | 9                                |
| 74                               | Maaike Polspoel ‏                 | 35                               |
| 75                               | كريستين ماجروس (طريق)            | 56                               |
| 76                               | Evelyn Arys ‏                     | لم يكمل السباق                   |
| 77                               | صوفي دي فوست                     | لم يكمل السباق                   |
| 78                               | Julia Soek ‏                      | 64                               |

| EF Education–Tibco–SVB ‏ TIB | EF Education–Tibco–SVB ‏ TIB | EF Education–Tibco–SVB ‏ TIB |
| --------------------------- | --------------------------- | --------------------------- |
| م                           | عداء                        | مرتبة                       |
| 79                          | Chantal Blaak               | 5                           |
| 80                          | جاسمين غليسر                | لم يكمل السباق              |
| 81                          | راشلي بيوكانان              | لم يكمل السباق              |
| 82                          | Claudia Häusler             | 32                          |
| 83                          | Shelley Olds                | لم يكمل السباق              |
| 84                          | سامانثا شنايدر ‏             | لم يكمل السباق              |

| Estado de México–Faren Kuota ‏ FLF | Estado de México–Faren Kuota ‏ FLF | Estado de México–Faren Kuota ‏ FLF |
| --------------------------------- | --------------------------------- | --------------------------------- |
| م                                 | عداء                              | مرتبة                             |
| 85                                | مارتا باستيانيلي                  | لم يكمل السباق                    |
| 86                                | إيلينا سيتشيني                    | لم يكمل السباق                    |
| 87                                | Fabiana Luperini ‏                 | 34                                |
| 88                                | Sara Mustonen (cyclist) ‏          | لم يكمل السباق                    |
| 89                                | Christel Ferrier-Bruneau ‏         | 15                                |
| 90                                | Patricia Schwager ‏                | لم يكمل السباق                    |

| S.C. Michela Fanini Rox ‏ MIC | S.C. Michela Fanini Rox ‏ MIC | S.C. Michela Fanini Rox ‏ MIC |
| ---------------------------- | ---------------------------- | ---------------------------- |
| م                            | عداء                         | مرتبة                        |
| 91                           | إدفيج بيتل                   | لم يكمل السباق               |
| 92                           | Liisi Rist ‏                  | 48                           |
| 93                           | Katsiaryna Barazna ‏          | لم يكمل السباق               |
| 94                           | Mireia Epelde ‏               | لم يكمل السباق               |
| 95                           | Gloria Boldrini‏              | لم يكمل السباق               |
| 96                           | Azzurra D'Intino ‏            | لم يكمل السباق               |

| Aromitalia–Basso Bikes–Vaiano ‏ VAI | Aromitalia–Basso Bikes–Vaiano ‏ VAI | Aromitalia–Basso Bikes–Vaiano ‏ VAI |
| ---------------------------------- | ---------------------------------- | ---------------------------------- |
| م                                  | عداء                               | مرتبة                              |
| 97                                 | Anna Trevisi ‏                      | لم يكمل السباق                     |
| 98                                 | Valentina Bastianelli ‏             | لم يكمل السباق                     |
| 99                                 | Alessandra D'Ettorre ‏              | لم يكمل السباق                     |
| 100                                | باربرا جوارشي                      | 45                                 |
| 101                                | Katažina Sosna ‏                    | 50                                 |
| 102                                | Aleksandra Sošenko ‏                | لم يكمل السباق                     |

| Lensworld–Kuota ‏ TPO | Lensworld–Kuota ‏ TPO | Lensworld–Kuota ‏ TPO |
| -------------------- | -------------------- | -------------------- |
| م                    | عداء                 | مرتبة                |
| 103                  | Sarah Lena Hofmann‏   | لم يكمل السباق       |
| 106                  | Mascha Pijnenborg ‏   | لم يكمل السباق       |
| 107                  | جنين فان دير مير ‏    | لم يكمل السباق       |
| 108                  | Aurore Verhoeven ‏    | لم يكمل السباق       |

| ساس ماكوجيب ‏ GKS | ساس ماكوجيب ‏ GKS          | ساس ماكوجيب ‏ GKS |
| ---------------- | ------------------------- | ---------------- |
| م                | عداء                      | مرتبة            |
| 109              | كاتارزينا باولوسكا (طريق) | لم يكمل السباق   |
| 110              | Mayra Rocha ‏              | لم يكمل السباق   |
| 111              | Alizée Brien ‏             | 33               |
| 112              | Lina-Kristin Schink ‏      | لم يكمل السباق   |
| 113              | Charlene Delev ‏           | لم يكمل السباق   |

| FDJ–Suez ‏ FUT | FDJ–Suez ‏ FUT     | FDJ–Suez ‏ FUT  |
| ------------- | ----------------- | -------------- |
| م             | عداء              | مرتبة          |
| 115           | جيسيكا ألين       | لم يكمل السباق |
| 116           | Oriane Chaumet‏    | لم يكمل السباق |
| 117           | كارول آن كانويل   | 29             |
| 118           | Audrey Cordon     | لم يكمل السباق |
| 119           | Amélie Rivat-Mas ‏ | 58             |
| 120           | Manon Souyris ‏    | لم يكمل السباق |

| بيزكايا دورانجو ‏ BPD | بيزكايا دورانجو ‏ BPD   | بيزكايا دورانجو ‏ BPD |
| -------------------- | ---------------------- | -------------------- |
| م                    | عداء                   | مرتبة                |
| 121                  | Lilibeth Chacón ‏       | لم يكمل السباق       |
| 122                  | Dorleta Eskamendi Gil ‏ | لم يكمل السباق       |
| 123                  | جوان هوغن ‏             | 51                   |
| 124                  | Mayalen Noriega ‏       | لم يكمل السباق       |
| 125                  | Anna Sanchis ‏ (طريق)   | 61                   |
| 126                  | أني سانستيبان          | لم يكمل السباق       |

| Team Uniqa ‏ SQS | Team Uniqa ‏ SQS      | Team Uniqa ‏ SQS |
| --------------- | -------------------- | --------------- |
| م               | عداء                 | مرتبة           |
| 127             | دانييلا جاس          | لم يكمل السباق  |
| 128             | Larissa Ratkic‏       | لم يكمل السباق  |
| 129             | Christina Perchtold ‏ | لم يكمل السباق  |
| 130             | Julia Hilber‏         | لم يكمل السباق  |

| توب قيرلز فسى برتولو ‏ TOG | توب قيرلز فسى برتولو ‏ TOG | توب قيرلز فسى برتولو ‏ TOG |
| ------------------------- | ------------------------- | ------------------------- |
| م                         | عداء                      | مرتبة                     |
| 133                       | Elena Berlato ‏            | لم يكمل السباق            |
| 134                       | Francesca Cauz ‏           | 42                        |
| 135                       | Jennifer Fiori ‏           | لم يكمل السباق            |
| 136                       | Irene Bitto ‏              | لم يكمل السباق            |
| 137                       | Francesca Stefani‏         | لم يكمل السباق            |
| 138                       | Elena Valentini ‏          | لم يكمل السباق            |

| Servetto–Makhymo–Beltrami TSA ‏ SEF | Servetto–Makhymo–Beltrami TSA ‏ SEF | Servetto–Makhymo–Beltrami TSA ‏ SEF |
| ---------------------------------- | ---------------------------------- | ---------------------------------- |
| م                                  | عداء                               | مرتبة                              |
| 139                                | Marina Lari‏                        | لم يكمل السباق                     |
| 140                                | Maria Cristina Nisi‏                | لم يكمل السباق                     |
| 141                                | Corinna Defile‏                     | لم يكمل السباق                     |
| 142                                | Veronica Cornolti ‏                 | لم يكمل السباق                     |
| 143                                | Simona Bortolotti ‏                 | لم يكمل السباق                     |
| 144                                | Roberta Tasca‏                      | لم يكمل السباق                     |

| ACS Cycling Chirio–Casa Giani ‏ FCL | ACS Cycling Chirio–Casa Giani ‏ FCL | ACS Cycling Chirio–Casa Giani ‏ FCL |
| ---------------------------------- | ---------------------------------- | ---------------------------------- |
| م                                  | عداء                               | مرتبة                              |
| 145                                | Uênia Fernandes de Souza ‏          | لم يكمل السباق                     |
| 146                                | Tetyana Riabchenko                 | 30                                 |
| 147                                | Eglė Zablockytė ‏                   | لم يكمل السباق                     |
| 148                                | Alena Sitsko ‏                      | لم يكمل السباق                     |
| 149                                | Yuliya Martisova ‏                  | لم يكمل السباق                     |
| 150                                | Jessica Uebelhart ‏                 | لم يكمل السباق                     |

| فريق هولندا لركوب الدراجات للسيدات 2013 ‏ NED | فريق هولندا لركوب الدراجات للسيدات 2013 ‏ NED | فريق هولندا لركوب الدراجات للسيدات 2013 ‏ NED |
| -------------------------------------------- | -------------------------------------------- | -------------------------------------------- |
| م                                            | عداء                                         | مرتبة                                        |
| 151                                          | Charlotte Lenting‏                            | لم يكمل السباق                               |
| 152                                          | سوفي دي بوير ‏                                | 59                                           |
| 153                                          | Rozanne Slik ‏                                | 47                                           |
| 154                                          | Winanda Spoor ‏                               | لم يكمل السباق                               |

| فريق فرنسا لركوب الدراجات للسيدات 2013 ‏ FRA | فريق فرنسا لركوب الدراجات للسيدات 2013 ‏ FRA | فريق فرنسا لركوب الدراجات للسيدات 2013 ‏ FRA |
| ------------------------------------------- | ------------------------------------------- | ------------------------------------------- |
| م                                           | عداء                                        | مرتبة                                       |
| 157                                         | Mélanie Bravard ‏                            | لم يكمل السباق                              |
| 158                                         | Eva Mottet ‏                                 | لم يكمل السباق                              |
| 159                                         | Élodie Hegoburu ‏                            | 57                                          |
| 160                                         | Ludivine Loze‏                               | لم يكمل السباق                              |
| 161                                         | Alexia Muffat ‏                              | 52                                          |
| 162                                         | Lucie Pader ‏                                | 19                                          |

| فريق بولندا لركوب الدراجات للسيدات 2013‏ POL | فريق بولندا لركوب الدراجات للسيدات 2013‏ POL | فريق بولندا لركوب الدراجات للسيدات 2013‏ POL |
| ------------------------------------------- | ------------------------------------------- | ------------------------------------------- |
| م                                           | عداء                                        | مرتبة                                       |
| 163                                         | كاتارزينا نيفيادوما                         | 36                                          |
| 164                                         | Paulina Brzeźna-Bentkowska ‏                 | 41                                          |
| 165                                         | Monika Brzeźna ‏                             | 40                                          |
| 166                                         | Katarzyna Wilkos ‏                           | 39                                          |

| فريق سلوفينيا لركوب الدراجات للسيدات 2013‏ SLO | فريق سلوفينيا لركوب الدراجات للسيدات 2013‏ SLO | فريق سلوفينيا لركوب الدراجات للسيدات 2013‏ SLO |
| --------------------------------------------- | --------------------------------------------- | --------------------------------------------- |
| م                                             | عداء                                          | مرتبة                                         |
| 169                                           | Polona Batagelj ‏ (طريق)                       | لم يكمل السباق                                |
| 170                                           | Urša Pintar ‏                                  | 49                                            |
| 171                                           | Alenka Novak ‏                                 | لم يكمل السباق                                |
| 172                                           | Ajda Opeka‏                                    | لم يكمل السباق                                |
| 173                                           | Špela Kern ‏                                   | لم يكمل السباق                                |
| 174                                           | Urška Kalan‏                                   | لم يكمل السباق                                |

| ليف ريسينغ ‏ RBW | ليف ريسينغ ‏ RBW          | ليف ريسينغ ‏ RBW |
| --------------- | ------------------------ | --------------- |
| م               | عداء                     | مرتبة           |
| 1               | ماريان فوس (طريق)        | 6               |
| 2               | بولين فيرون-برفوت        | 37              |
| 3               | لوسيندا براند            | لم يكمل السباق  |
| 4               | روكسان كنيتيمان          | لم يكمل السباق  |
| 5               | ميغان غوارنير (طريق)     | 25              |
| 6               | أنيميك فان فليوتن (طريق) | 7               |

| كانيون–إس آر إيه إم ‏ SLU | كانيون–إس آر إيه إم ‏ SLU | كانيون–إس آر إيه إم ‏ SLU |
| ------------------------ | ------------------------ | ------------------------ |
| م                        | عداء                     | مرتبة                    |
| 7                        | Katie Colclough ‏         | لم يكمل السباق           |
| 9                        | ليزا برينور              | 12                       |
| 10                       | تريكسي ووراك             | 28                       |
| 11                       | Ellen van Dijk           | 3                        |
| 12                       | Carmen Small             | 10                       |

| Liv AlUla Jayco ‏ GEW | Liv AlUla Jayco ‏ GEW | Liv AlUla Jayco ‏ GEW |
| -------------------- | -------------------- | -------------------- |
| م                    | عداء                 | مرتبة                |
| 13                   | إيما جوهانسون (طريق) | 2                    |
| 14                   | Loes Gunnewijk ‏      | 11                   |
| 15                   | Shara Gillow         | 38                   |
| 16                   | أماندا سبرات         | 4                    |
| 17                   | تيفاني كرومويل       | 16                   |
| 18                   | غراسي إلفن (طريق)    | 63                   |

| تيم كوب هايتك بوردكتس ‏ HPU | تيم كوب هايتك بوردكتس ‏ HPU | تيم كوب هايتك بوردكتس ‏ HPU |
| -------------------------- | -------------------------- | -------------------------- |
| م                          | عداء                       | مرتبة                      |
| 19                         | إليسا ونغو بورغيني         | 1                          |
| 20                         | روسيلا راتو                | 8                          |
| 21                         | Cecilie Gotaas Johnsen ‏    | لم يكمل السباق             |
| 22                         | Rachel Neylan ‏             | لم يكمل السباق             |
| 23                         | إميليا فهلين               | لم يكمل السباق             |

| أيه آر مونكس برو سيكلينج للسيدات ‏ PZC | أيه آر مونكس برو سيكلينج للسيدات ‏ PZC | أيه آر مونكس برو سيكلينج للسيدات ‏ PZC |
| ------------------------------------- | ------------------------------------- | ------------------------------------- |
| م                                     | عداء                                  | مرتبة                                 |
| 25                                    | Giada Borgato ‏ (طريق)                 | لم يكمل السباق                        |
| 26                                    | Rossella Callovi ‏                     | 53                                    |
| 27                                    | Inga Češulienė ‏ (طريق)                | 20                                    |
| 28                                    | Silvija Pacevičienė ‏                  | لم يكمل السباق                        |
| 29                                    | Martina Růžičková ‏                    | 54                                    |
| 30                                    | Agnė Šilinytė ‏                        | 46                                    |

| إس دي وركس ‏ DLT | إس دي وركس ‏ DLT      | إس دي وركس ‏ DLT |
| --------------- | -------------------- | --------------- |
| م               | عداء                 | مرتبة           |
| 31              | Lizzie Armitstead    | لم يكمل السباق  |
| 32              | Martine Bras ‏        | لم يكمل السباق  |
| 33              | Adrie Visser ‏        | 18              |
| 34              | Marieke van Wanroij ‏ | لم يكمل السباق  |
| 35              | Emma Trott ‏          | لم يكمل السباق  |
| 36              | Jessie Daams ‏        | 22              |

| RusVelo Women's Team ‏ RVL | RusVelo Women's Team ‏ RVL | RusVelo Women's Team ‏ RVL |
| ------------------------- | ------------------------- | ------------------------- |
| م                         | عداء                      | مرتبة                     |
| 37                        | Elena Kuchinskaya ‏        | لم يكمل السباق            |
| 38                        | Alexandra Burtschenkowa   | 26                        |
| 39                        | Maria Savitskaya ‏         | لم يكمل السباق            |
| 40                        | Elena Bocharnikova‏        | لم يكمل السباق            |
| 41                        | Aizhan Zhaparova‏          | 66                        |
| 42                        | Oxana Kozonchuk ‏          | لم يكمل السباق            |

| يو أي أيه تيم ‏ MCG | يو أي أيه تيم ‏ MCG    | يو أي أيه تيم ‏ MCG |
| ------------------ | --------------------- | ------------------ |
| م                  | عداء                  | مرتبة              |
| 43                 | Tatiana Antoshina ‏    | 24                 |
| 44                 | Valentina Carretta ‏   | 60                 |
| 45                 | تاتيانا جوديرزو       | 27                 |
| 46                 | Sara Grifi ‏           | لم يكمل السباق     |
| 47                 | Valentina Scandolara ‏ | لم يكمل السباق     |
| 48                 | Marta Tagliaferro ‏    | لم يكمل السباق     |

| بيبينك ‏ BPK | بيبينك ‏ BPK       | بيبينك ‏ BPK    |
| ----------- | ----------------- | -------------- |
| م           | عداء              | مرتبة          |
| 49          | Noemi Cantele ‏    | 65             |
| 50          | Silvia Valsecchi ‏ | لم يكمل السباق |
| 51          | سيمونا فرايبسي    | 62             |
| 52          | ألينا أمياليوسيك  | 17             |
| 53          | جورجيا وليامز     | 31             |
| 54          | Dalia Muccioli ‏   | لم يكمل السباق |

| لوتو بيليسول للسيدات ‏ LBL | لوتو بيليسول للسيدات ‏ LBL | لوتو بيليسول للسيدات ‏ LBL |
| ------------------------- | ------------------------- | ------------------------- |
| م                         | عداء                      | مرتبة                     |
| 55                        | Marijn de Vries ‏          | 14                        |
| 56                        | Michal Ella‏               | لم يكمل السباق            |
| 58                        | آشلي مولمان (طريق)        | 23                        |
| 59                        | Carlee Taylor ‏            | لم يكمل السباق            |
| 60                        | Céline Van Severen ‏       | لم يكمل السباق            |

| فريق سنويب للسيدات ‏ ARW | فريق سنويب للسيدات ‏ ARW | فريق سنويب للسيدات ‏ ARW |
| ----------------------- | ----------------------- | ----------------------- |
| م                       | عداء                    | مرتبة                   |
| 61                      | شارلوت بيكر             | لم يكمل السباق          |
| 62                      | لوسي جارنر              | لم يكمل السباق          |
| 63                      | إيلكه غيبهارت           | لم يكمل السباق          |
| 64                      | Willeke Arkema-Knol ‏    | 55                      |

| Wiggle High5 Pro Cycling ‏ WHT | Wiggle High5 Pro Cycling ‏ WHT | Wiggle High5 Pro Cycling ‏ WHT |
| ----------------------------- | ----------------------------- | ----------------------------- |
| م                             | عداء                          | مرتبة                         |
| 67                            | جورجيا برونزيني               | لم يكمل السباق                |
| 68                            | Beatrice Bartelloni ‏          | لم يكمل السباق                |
| 69                            | إيملي كولينز                  | 43                            |
| 70                            | مايوكو هاغيوارا (طريق)        | 44                            |
| 71                            | لورين كيتشن                   | 13                            |
| 72                            | Anna-Bianca Schnitzmeier ‏     | 21                            |

| Sengers Ladies Cycling Team ‏ ___ | Sengers Ladies Cycling Team ‏ ___ | Sengers Ladies Cycling Team ‏ ___ |
| -------------------------------- | -------------------------------- | -------------------------------- |
| م                                | عداء                             | مرتبة                            |
| 73                               | أنا فان دير بريغين               | 9                                |
| 74                               | Maaike Polspoel ‏                 | 35                               |
| 75                               | كريستين ماجروس (طريق)            | 56                               |
| 76                               | Evelyn Arys ‏                     | لم يكمل السباق                   |
| 77                               | صوفي دي فوست                     | لم يكمل السباق                   |
| 78                               | Julia Soek ‏                      | 64                               |

| EF Education–Tibco–SVB ‏ TIB | EF Education–Tibco–SVB ‏ TIB | EF Education–Tibco–SVB ‏ TIB |
| --------------------------- | --------------------------- | --------------------------- |
| م                           | عداء                        | مرتبة                       |
| 79                          | Chantal Blaak               | 5                           |
| 80                          | جاسمين غليسر                | لم يكمل السباق              |
| 81                          | راشلي بيوكانان              | لم يكمل السباق              |
| 82                          | Claudia Häusler             | 32                          |
| 83                          | Shelley Olds                | لم يكمل السباق              |
| 84                          | سامانثا شنايدر ‏             | لم يكمل السباق              |

| Estado de México–Faren Kuota ‏ FLF | Estado de México–Faren Kuota ‏ FLF | Estado de México–Faren Kuota ‏ FLF |
| --------------------------------- | --------------------------------- | --------------------------------- |
| م                                 | عداء                              | مرتبة                             |
| 85                                | مارتا باستيانيلي                  | لم يكمل السباق                    |
| 86                                | إيلينا سيتشيني                    | لم يكمل السباق                    |
| 87                                | Fabiana Luperini ‏                 | 34                                |
| 88                                | Sara Mustonen (cyclist) ‏          | لم يكمل السباق                    |
| 89                                | Christel Ferrier-Bruneau ‏         | 15                                |
| 90                                | Patricia Schwager ‏                | لم يكمل السباق                    |

| S.C. Michela Fanini Rox ‏ MIC | S.C. Michela Fanini Rox ‏ MIC | S.C. Michela Fanini Rox ‏ MIC |
| ---------------------------- | ---------------------------- | ---------------------------- |
| م                            | عداء                         | مرتبة                        |
| 91                           | إدفيج بيتل                   | لم يكمل السباق               |
| 92                           | Liisi Rist ‏                  | 48                           |
| 93                           | Katsiaryna Barazna ‏          | لم يكمل السباق               |
| 94                           | Mireia Epelde ‏               | لم يكمل السباق               |
| 95                           | Gloria Boldrini‏              | لم يكمل السباق               |
| 96                           | Azzurra D'Intino ‏            | لم يكمل السباق               |

| Aromitalia–Basso Bikes–Vaiano ‏ VAI | Aromitalia–Basso Bikes–Vaiano ‏ VAI | Aromitalia–Basso Bikes–Vaiano ‏ VAI |
| ---------------------------------- | ---------------------------------- | ---------------------------------- |
| م                                  | عداء                               | مرتبة                              |
| 97                                 | Anna Trevisi ‏                      | لم يكمل السباق                     |
| 98                                 | Valentina Bastianelli ‏             | لم يكمل السباق                     |
| 99                                 | Alessandra D'Ettorre ‏              | لم يكمل السباق                     |
| 100                                | باربرا جوارشي                      | 45                                 |
| 101                                | Katažina Sosna ‏                    | 50                                 |
| 102                                | Aleksandra Sošenko ‏                | لم يكمل السباق                     |

| Lensworld–Kuota ‏ TPO | Lensworld–Kuota ‏ TPO | Lensworld–Kuota ‏ TPO |
| -------------------- | -------------------- | -------------------- |
| م                    | عداء                 | مرتبة                |
| 103                  | Sarah Lena Hofmann‏   | لم يكمل السباق       |
| 106                  | Mascha Pijnenborg ‏   | لم يكمل السباق       |
| 107                  | جنين فان دير مير ‏    | لم يكمل السباق       |
| 108                  | Aurore Verhoeven ‏    | لم يكمل السباق       |

| ساس ماكوجيب ‏ GKS | ساس ماكوجيب ‏ GKS          | ساس ماكوجيب ‏ GKS |
| ---------------- | ------------------------- | ---------------- |
| م                | عداء                      | مرتبة            |
| 109              | كاتارزينا باولوسكا (طريق) | لم يكمل السباق   |
| 110              | Mayra Rocha ‏              | لم يكمل السباق   |
| 111              | Alizée Brien ‏             | 33               |
| 112              | Lina-Kristin Schink ‏      | لم يكمل السباق   |
| 113              | Charlene Delev ‏           | لم يكمل السباق   |

| FDJ–Suez ‏ FUT | FDJ–Suez ‏ FUT     | FDJ–Suez ‏ FUT  |
| ------------- | ----------------- | -------------- |
| م             | عداء              | مرتبة          |
| 115           | جيسيكا ألين       | لم يكمل السباق |
| 116           | Oriane Chaumet‏    | لم يكمل السباق |
| 117           | كارول آن كانويل   | 29             |
| 118           | Audrey Cordon     | لم يكمل السباق |
| 119           | Amélie Rivat-Mas ‏ | 58             |
| 120           | Manon Souyris ‏    | لم يكمل السباق |

| بيزكايا دورانجو ‏ BPD | بيزكايا دورانجو ‏ BPD   | بيزكايا دورانجو ‏ BPD |
| -------------------- | ---------------------- | -------------------- |
| م                    | عداء                   | مرتبة                |
| 121                  | Lilibeth Chacón ‏       | لم يكمل السباق       |
| 122                  | Dorleta Eskamendi Gil ‏ | لم يكمل السباق       |
| 123                  | جوان هوغن ‏             | 51                   |
| 124                  | Mayalen Noriega ‏       | لم يكمل السباق       |
| 125                  | Anna Sanchis ‏ (طريق)   | 61                   |
| 126                  | أني سانستيبان          | لم يكمل السباق       |

| Team Uniqa ‏ SQS | Team Uniqa ‏ SQS      | Team Uniqa ‏ SQS |
| --------------- | -------------------- | --------------- |
| م               | عداء                 | مرتبة           |
| 127             | دانييلا جاس          | لم يكمل السباق  |
| 128             | Larissa Ratkic‏       | لم يكمل السباق  |
| 129             | Christina Perchtold ‏ | لم يكمل السباق  |
| 130             | Julia Hilber‏         | لم يكمل السباق  |

| توب قيرلز فسى برتولو ‏ TOG | توب قيرلز فسى برتولو ‏ TOG | توب قيرلز فسى برتولو ‏ TOG |
| ------------------------- | ------------------------- | ------------------------- |
| م                         | عداء                      | مرتبة                     |
| 133                       | Elena Berlato ‏            | لم يكمل السباق            |
| 134                       | Francesca Cauz ‏           | 42                        |
| 135                       | Jennifer Fiori ‏           | لم يكمل السباق            |
| 136                       | Irene Bitto ‏              | لم يكمل السباق            |
| 137                       | Francesca Stefani‏         | لم يكمل السباق            |
| 138                       | Elena Valentini ‏          | لم يكمل السباق            |

| Servetto–Makhymo–Beltrami TSA ‏ SEF | Servetto–Makhymo–Beltrami TSA ‏ SEF | Servetto–Makhymo–Beltrami TSA ‏ SEF |
| ---------------------------------- | ---------------------------------- | ---------------------------------- |
| م                                  | عداء                               | مرتبة                              |
| 139                                | Marina Lari‏                        | لم يكمل السباق                     |
| 140                                | Maria Cristina Nisi‏                | لم يكمل السباق                     |
| 141                                | Corinna Defile‏                     | لم يكمل السباق                     |
| 142                                | Veronica Cornolti ‏                 | لم يكمل السباق                     |
| 143                                | Simona Bortolotti ‏                 | لم يكمل السباق                     |
| 144                                | Roberta Tasca‏                      | لم يكمل السباق                     |

| ACS Cycling Chirio–Casa Giani ‏ FCL | ACS Cycling Chirio–Casa Giani ‏ FCL | ACS Cycling Chirio–Casa Giani ‏ FCL |
| ---------------------------------- | ---------------------------------- | ---------------------------------- |
| م                                  | عداء                               | مرتبة                              |
| 145                                | Uênia Fernandes de Souza ‏          | لم يكمل السباق                     |
| 146                                | Tetyana Riabchenko                 | 30                                 |
| 147                                | Eglė Zablockytė ‏                   | لم يكمل السباق                     |
| 148                                | Alena Sitsko ‏                      | لم يكمل السباق                     |
| 149                                | Yuliya Martisova ‏                  | لم يكمل السباق                     |
| 150                                | Jessica Uebelhart ‏                 | لم يكمل السباق                     |

| فريق هولندا لركوب الدراجات للسيدات 2013 ‏ NED | فريق هولندا لركوب الدراجات للسيدات 2013 ‏ NED | فريق هولندا لركوب الدراجات للسيدات 2013 ‏ NED |
| -------------------------------------------- | -------------------------------------------- | -------------------------------------------- |
| م                                            | عداء                                         | مرتبة                                        |
| 151                                          | Charlotte Lenting‏                            | لم يكمل السباق                               |
| 152                                          | سوفي دي بوير ‏                                | 59                                           |
| 153                                          | Rozanne Slik ‏                                | 47                                           |
| 154                                          | Winanda Spoor ‏                               | لم يكمل السباق                               |

| فريق فرنسا لركوب الدراجات للسيدات 2013 ‏ FRA | فريق فرنسا لركوب الدراجات للسيدات 2013 ‏ FRA | فريق فرنسا لركوب الدراجات للسيدات 2013 ‏ FRA |
| ------------------------------------------- | ------------------------------------------- | ------------------------------------------- |
| م                                           | عداء                                        | مرتبة                                       |
| 157                                         | Mélanie Bravard ‏                            | لم يكمل السباق                              |
| 158                                         | Eva Mottet ‏                                 | لم يكمل السباق                              |
| 159                                         | Élodie Hegoburu ‏                            | 57                                          |
| 160                                         | Ludivine Loze‏                               | لم يكمل السباق                              |
| 161                                         | Alexia Muffat ‏                              | 52                                          |
| 162                                         | Lucie Pader ‏                                | 19                                          |

| فريق بولندا لركوب الدراجات للسيدات 2013‏ POL | فريق بولندا لركوب الدراجات للسيدات 2013‏ POL | فريق بولندا لركوب الدراجات للسيدات 2013‏ POL |
| ------------------------------------------- | ------------------------------------------- | ------------------------------------------- |
| م                                           | عداء                                        | مرتبة                                       |
| 163                                         | كاتارزينا نيفيادوما                         | 36                                          |
| 164                                         | Paulina Brzeźna-Bentkowska ‏                 | 41                                          |
| 165                                         | Monika Brzeźna ‏                             | 40                                          |
| 166                                         | Katarzyna Wilkos ‏                           | 39                                          |

| فريق سلوفينيا لركوب الدراجات للسيدات 2013‏ SLO | فريق سلوفينيا لركوب الدراجات للسيدات 2013‏ SLO | فريق سلوفينيا لركوب الدراجات للسيدات 2013‏ SLO |
| --------------------------------------------- | --------------------------------------------- | --------------------------------------------- |
| م                                             | عداء                                          | مرتبة                                         |
| 169                                           | Polona Batagelj ‏ (طريق)                       | لم يكمل السباق                                |
| 170                                           | Urša Pintar ‏                                  | 49                                            |
| 171                                           | Alenka Novak ‏                                 | لم يكمل السباق                                |
| 172                                           | Ajda Opeka‏                                    | لم يكمل السباق                                |
| 173                                           | Špela Kern ‏                                   | لم يكمل السباق                                |
| 174                                           | Urška Kalan‏                                   | لم يكمل السباق                                |

## التصنيف العام النهائي
| التصنيف العام | التصنيف العام      | التصنيف العام                | التصنيف العام | التصنيف العام |
| المتسابقة     | المتسابقة          | الفريق                       | الوقت         |               |
| ------------- | ------------------ | ---------------------------- | ------------- | ------------- |
| 1             | إليسا ونغو بورغيني | تيم كوب هايتك بوردكتس ‏       | 3 س 12 د 16 ث |               |
| 2             | إيما جوهانسون      | Liv AlUla Jayco ‏             | + 1 د 44 ث    |               |
| 3             | إيلين فان دايك     | كانيون–إس آر إيه إم ‏         | + 1 د 44 ث    |               |
| 4             | أماندا سبرات       | Liv AlUla Jayco ‏             | + 1 د 51 ث    |               |
| 5             | شانتال بلاك        | EF Education–Tibco–SVB ‏      | + 2 د 21 ث    |               |
| 6             | ماريان فوس         | ليف ريسينغ ‏                  | + 2 د 21 ث    |               |
| 7             | أنيميك فان فليوتن  | ليف ريسينغ ‏                  | + 2 د 21 ث    |               |
| 8             | روسيلا راتو        | تيم كوب هايتك بوردكتس ‏       | + 2 د 21 ث    |               |
| 9             | أنا فان دير بريغين | Sengers Ladies Cycling Team ‏ | + 2 د 21 ث    |               |
| 10            | كارمن سمال         | كانيون–إس آر إيه إم ‏         | + 2 د 21 ث    |               |
|               |                    |                              |               |               |
|               |                    |                              |               |               |

## وصلات خارجية
- الموقع الرسمي